# Marco Sullivan
Marco Timothy Sullivan (ur. 27 kwietnia 1980 w Truckee) – amerykański narciarz alpejski.
Specjalizuje się w konkurencjach szybkościowych. Zajął 9. miejsce w zjeździe w igrzyskach olimpijskich w 2002 w Salt Lake City. Brązowy medalista mistrzostw świata juniorów w slalomie (2000). Najlepsze wyniki w pucharze świata osiągnął w sezonie 2007/2008, kiedy to zajął 28. miejsce w klasyfikacji generalnej, a w klasyfikacji zjazdu był 4.

## Osiągnięcia

### Igrzyska olimpijskie
| Miejsce | Dzień     | Rok  | Miejscowość     | Konkurencja | Czas biegu  | Strata  | Zwycięzca           |
| ------- | --------- | ---- | --------------- | ----------- | ----------- | ------- | ------------------- |
| 9       | 10 lutego | 2002 | Snowbasin       | Zjazd       | 1:40.37 min | +1.24 s | Fritz Strobl        |
| DNF1    | 16 lutego | 2002 | Snowbasin       | Supergigant | -           | -       | Kjetil André Aamodt |
| DSQ1    | 15 lutego | 2010 | Whistler        | Zjazd       | -           | -       | Didier Défago       |
| 23.     | 19 lutego | 2010 | Whistler        | Supergigant | 1:32.09 min | +1.75 s | Aksel Lund Svindal  |
| 30.     | 9 lutego  | 2014 | Krasnaja Polana | Zjazd       | 2:10,10 min | +3.87 s | Matthias Mayer      |

### Mistrzostwa świata
| Miejsce | Dzień     | Rok  | Miejscowość  | Konkurencja | Czas biegu  | Strata  | Zwycięzca          |
| ------- | --------- | ---- | ------------ | ----------- | ----------- | ------- | ------------------ |
| 17.     | 2 lutego  | 2003 | Sankt Moritz | Supergigant | 1:40.85 min | +2.05 s | Stephan Eberharter |
| 24.     | 8 lutego  | 2003 | Sankt Moritz | Zjazd       | 1:46.18 min | +2.36 s | Michael Walchhofer |
| 28.     | 11 lutego | 2007 | Åre          | Zjazd       | 1:47.58 min | +2.90 s | Aksel Lund Svindal |
| DNF1    | 4 lutego  | 2009 | Val d’Isère  | Supergigant | -           | -       | Didier Cuche       |
| 25.     | 7 lutego  | 2009 | Val d’Isère  | Zjazd       | 2:12.16 min | +5.15 s | John Kucera        |
| DNF     | 9 lutego  | 2013 | Schladming   | Zjazd       | -           | -       | Aksel Lund Svindal |

### Puchar Świata

#### Miejsca w klasyfikacji generalnej
- 2001/2002 – 144.
- 2002/2003 – 55.
- 2003/2004 – –
- 2004/2005 – –
- 2005/2006 – 86.
- 2006/2007 – 52.
- 2007/2008 – 28.
- 2008/2009 – 30.
- 2009/2010 – 65.
- 2010/2011 – 167.
- 2011/2012 – 93.
- 2012/2013 – 55.
- 2013/2014 – 72.
- 2014/2015 – 47.

#### Zwycięstwa w zawodach
1. Chamonix – 26 stycznia 2008 (zjazd)

#### Pozostałe miejsca na podium w zawodach
1. Lake Louise – 24 listopada 2007 (zjazd) – 2. miejsce
2. Wengen – 17 stycznia 2009 (zjazd) – 3. miejsce
3. Lake Louise – 24 listopada 2012 (zjazd) – 3. miejsce[1]